# Warczewiczella timbiensis
Warczewiczella timbiensis är en orkidéart som beskrevs av Pedro Ortiz Valdivieso. Warczewiczella timbiensis ingår i släktet Warczewiczella och familjen orkidéer. Inga underarter finns listade i Catalogue of Life.